# A Triumph for Man
A Triumph for Man је први албум данског инди бенда Мју, који је објављен априла 1997.
Септембра 2006. године, албум је реиздат заједно са бонус материјалом, који је укључивао демо и акустичне снимке постојећих песама.

## Списак песама
1. "" – 2:33
2. "" – 4:27
3. "" – 5:56
4. "" – 4:11
5. "" – 3:53
6. "" – 1:08
7. "" – 3:06
8. "" – 3:30
9. "" – 4:54
10. "" – 0:46
11. "" – 2:19
12. "" – 0:44
13. "" – 4:34
14. "" – 4:37

### Списак бонус песама са реиздања2006
1. "" – 0:31
2. " (Уживо из ATFM)" – 6:09
3. " (акустична верзија)" – 4:15
4. " (демо верзија)" – 5:42
5. " (демо верзија)" – 3:06
6. "" – 0:30
7. " (демо верзија)" – 1:43
8. " (демо верзија)" – 2:48
9. " (демо верзија)" – 4:40

## Синглови
Мју су издали само један сингл са првог албума, "She Came Home for Christmas". 
Две различите верзије песме "She Came Home for Christmas" су биле објављене као сингл, једна верзија са албума Half the World Is Watching Me, а друга са албума Frengers.